# マクラーレン・ソーラスGT
ソーラスGT（Solus GT）は、イギリスの自動車メーカーであるマクラーレン・オートモーティブが2023年に発表したハイパーカーである。

## 概要
レースゲーム『グランツーリスモSPORT』に登場する架空のコンセプトカー「マクラーレン アルティメット ビジョン グランツーリスモ」を実車化したもので、サーキット走行専用車として25台が限定生産された。価格は未公表だが、約4 - 6億円程度と推測されている。

## デザイン
コンパクトなキャビンを持つボディには、ジェット戦闘機を思わせるスライド式のキャノピーが備わり、乗車時には前方へスライドしたキャノピーの開口部から乗り込むようになっている。
シャシはカーボンバスタブを採用しているが、同社の量産車とは異なるプリプレグ素材を用いている。Haloデバイスやロールフープには3Dプリンティングされたチタン製コンポーネントを採用し、軽量化を図っている。
サスペンションは前後ともダブルウイッシュボーン式で、フロントはプッシュロッド、リアはプルロッドで作動する。アーム類はカーボン製であるが、耐久性を求めるユーザーのためにスチール製のアームも用意される。ホイールはセンターロック式で、18インチの鍛造アルミニウム製を採用。
インテリアは中央に1座のシートを持つシングルシーターで、F1カーにインスピレーションを得たデザイン要素が盛り込まれている。ステアリング・ホイールにはディスプレイと各種コントロール系が一体化して配置され、前方にはHaloデバイスが備わる。サイドミラーはなく、後方確認にはセンターピラーにマウントされたモニターを用いる。シートはオーナーの体型に合わせてビスポークされ、国際自動車連盟（FIA）認可のレーシングスーツ、ヘルメット、HANSも同時に特注される。

## メカニズム
リアミッドシップに搭載される5.2 L V型10気筒自然吸気エンジンは、最高出力840 PS、最大トルク66.3 kgmを発生する。高レスポンスのバレル式スロットル、高回転化に対応するカムギアトレーンの採用により、最高許容回転数は10,000 rpmに達する。ハイブリッドカーであったアルティメット ビジョン グランツーリスモとは異なり、電気モーターや過給器といったパワーアシストは一切備えていない。
組み合わせられるトランスミッションは7速シーケンシャルで、ケースはアルミニウムとマグネシウム製パネルで構成されている。リアサスペンションはギアボックスケースに取り付けられる。
車重は1,000 kg以下で、ダウンフォース発生量は1,200 kg以上、0 - 100km/h加速の目標タイムは2.5秒、最高速度は320 km/h以上と公表されている。